# Gladiolus intonsus
Gladiolus intonsus är en irisväxtart som beskrevs av Peter Goldblatt. Gladiolus intonsus ingår i släktet sabelliljor, och familjen irisväxter. Inga underarter finns listade i Catalogue of Life.